# Strangalia penrosei
Strangalia penrosei là một loài bọ cánh cứng trong họ Cerambycidae.